# Берёзовский (Красноярский край)
Берёзовский — посёлок в Берёзовском районе Красноярского края России. Входит в состав Маганского сельсовета.

## География
Посёлок находится на берегах реки Берёзовка, на расстоянии примерно 24 км к юго-юго-востоку (SSE) от посёлка городского типа Берёзовка, административного центра района. Абсолютная высота — 309 м над уровнем моря.

## Население
| 1989 | 2002  | 2010  |
| ---- | ----- | ----- |
| 1158 | ↗1255 | ↗1339 |

### Гендерный состав
По данным переписи населения 2010 года, в посёлке проживало 1339 человек (736 мужчин и 603 женщины).

## Улицы
| - пер. Банный, - пер. Больничный, - ул. Гагарина, - ул. Зелёная, - ул. Кедровая, - ул. Клубничная, - ул. Лесная, | - ул. Луговая, - пер. Луговой, - ул. Нагорная, - ул. Пионерская, - ул. Победы, - ул. Подгорная, - ул. Речная, | - пер. Речной, - пер. Родниковый, - ул. Советская, - ул. Строителей КРАЗА, - ул. Трактовая, - пер. Центральный, - пер. Школьный. |